# Сюржер (кантон)
Сюржер (фр. Surgères) — кантон во Франции, находится в регионе Пуату — Шаранта. Департамент кантона — Шаранта Приморская. Входит в состав округа Рошфор. Население кантона на 2006 год составляло 14 277 человек.
Код INSEE кантона 1737. Всего в кантон Сюржер входят 12 коммун, из них главной коммуной является Сюржер.

## Коммуны кантона
- Брёй-ла-Реорт — население 312 чел.
- Марсе — население 858 чел.
- Пере (Шаранта Приморская) — население 335 чел.
- Пюираво — население 500 чел.
- Сен-Жорж-дю-Буа — население 1669 чел.
- Сен-Жермен-де-Марансен — население 1117 чел.
- Сен-Мар (Шаранта Приморская) — население 962 чел.
- Сен-Пьер-д’Амийи — население 428 чел.
- Сен-Сатюрнен-дю-Буа — население 833 чел.
- Сюржер — население 5982 чел.
- Вандре — население 732 чел.
- Вуэ (Шаранта Приморская) — население 549 чел.